# Porta Capuana
Porta Capuana è un'antica porta della città di Napoli, a ridosso del castel Capuano.
Edificata nel 1484, essa ha da sempre rappresentato un crocevia di vie di comunicazione di rilevante importanza.

## Storia

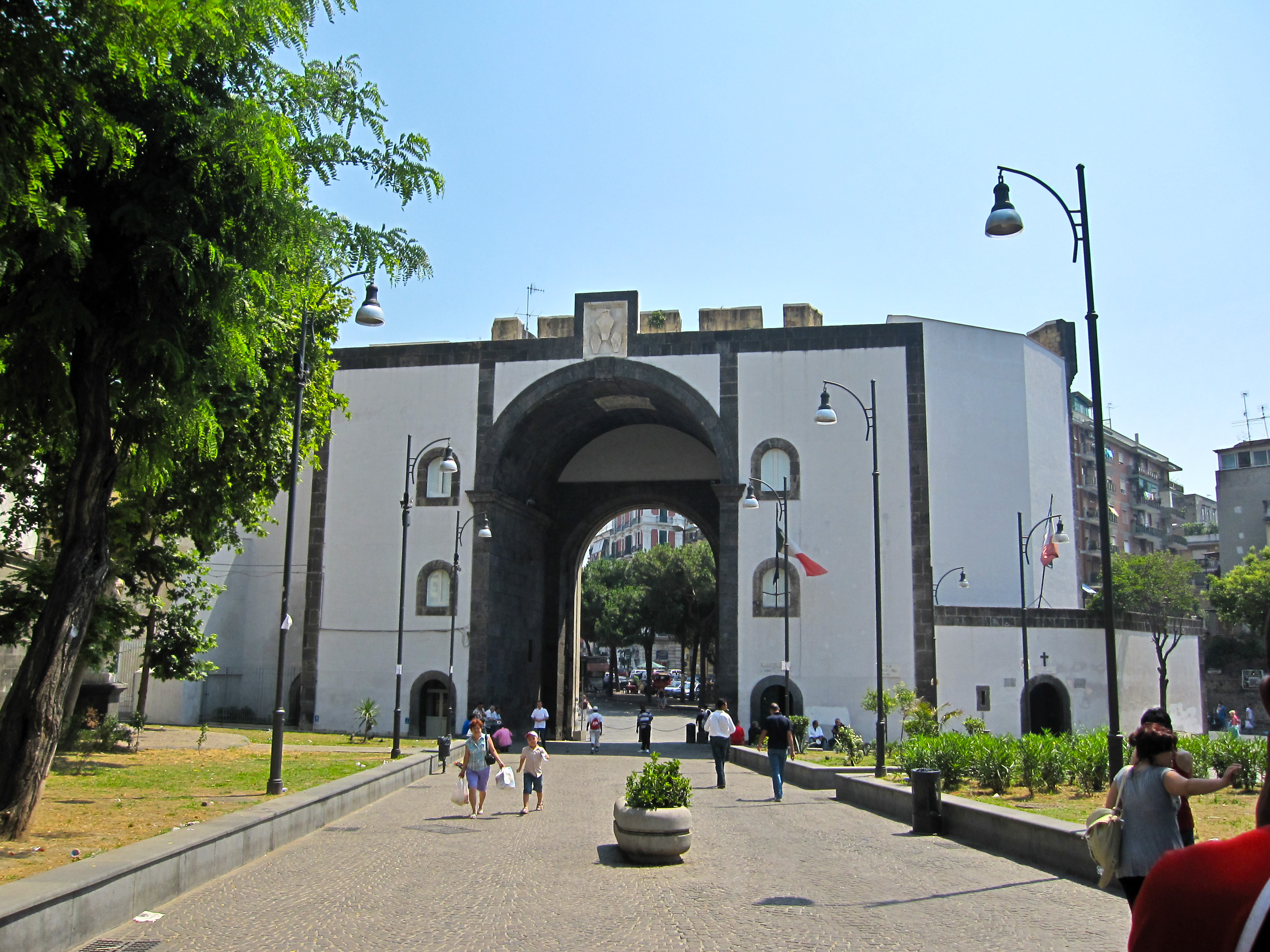
La porta vista dal retro, ovvero dal castel Capuano in piazza Enrico De Nicola

Fu edificata nel 1484 dal re Ferrante d'Aragona e, fin dalle prime fasi, è stata il punto di accesso giungendo da est verso il centro della città, oltre a essere punto nevralgico delle comunicazioni; nel Settecento vi transitava la strada regia delle Puglie.
Si è sempre trovata quindi in una zona molto vitale di Napoli, ed ha rappresentato un luogo di aggregazione anche artistica e culturale: è a Porta Capuana, ad esempio, che nacque ad inizio Novecento il cosiddetto Quartiere Latino, luogo di incontro di importanti artisti napoletani dell'epoca.
In realtà ciò che oggi vediamo fa parte di un'opera di ri-fortificazione voluta a Napoli dal monarca aragonese di cui solo la porta si è conservata.
A Porta Capuana sono passati sia Carlo VIII di Francia che Carlo di Borbone. Un cronista di Napoli nel 1847 fornisce una descrizione dell'attività della città in questi termini:
Nel Seicento venne eretta sulla porta una nicchia con all'interno un affresco rappresentante San Michele Arcangelo oltre a Gennaro, Agnello e Rocco i quali sono stati affrescati in procinto di pregare la Vergine Maria per scacciare la peste del 1656. Mattia Preti si rese colpevole di omicidio per passare i controlli sanitari nella zona (costituiti per l'epidemia di pestilenza), crimine per il quale venne condannato a morte; patteggiò con le autorità la propria liberazione in cambio del suo dipingere tutte le porte della città. L'affresco negli anni si deteriorò e fu sostituito da un affresco rappresentante l'Immacolata, realizzato da Gennaro Maldarelli nel 1837.

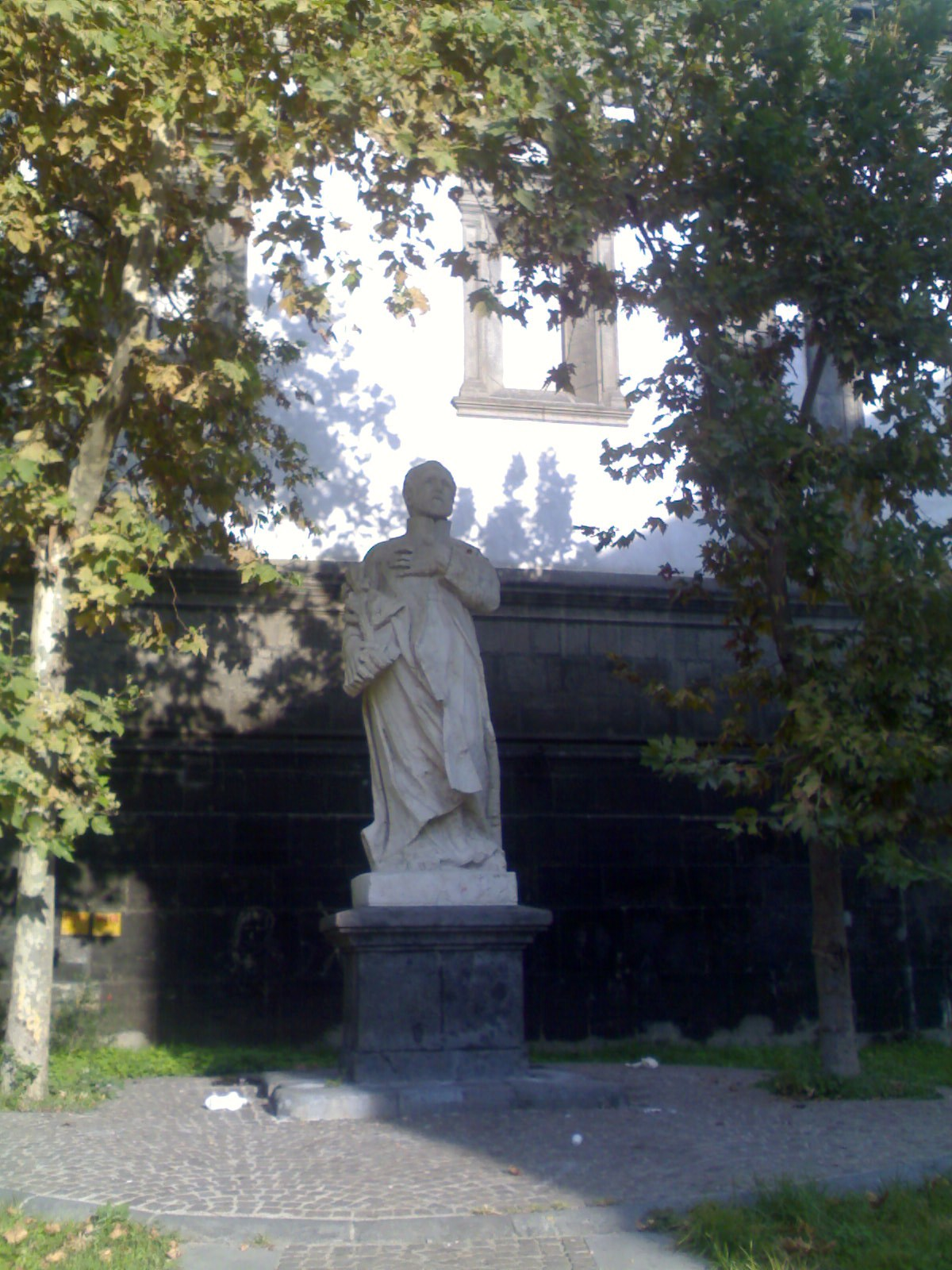
La statua di San Gaetano

Nel 1926 fu stabilito che fosse rimossa la statua votiva di San Gaetano, posta sul lato interno della porta, per motivi di sicurezza.
Negli anni trenta si mise in atto il progetto di isolamento della porta dagli edifici che si erano costruiti col passare dei tempi. Durante questi lavori fu eliminata anche la nicchia che era posta sulla porta, la quale tornò all'originario aspetto dell'epoca aragonese. Da testimonianze fotografiche si evince inoltre che la statua votiva di San Gaetano era ancora situata al suo posto durante questi lavori e dunque la sua rimozione è stata effettivamente compiuta in tale occasione. La statua venne così collocata su un basamento nei giardini prospicienti la porta.

## Descrizione
Prende il nome dall'essere orientata in direzione della città di Capua, dietro Castel Capuano; è formata da un arco bianco in marmo riccamente ornato da bassorilievi, con ai lati due torri (che simboleggiano l'onore e la virtù).
L'opera, in stile rinascimentale, venne commissionata all'architetto-intagliatore Giuliano da Maiano, che si ispirò in un certo senso ai modelli degli archi di trionfo di tradizione romana, senza trascurare l'effettiva funzione difensiva che si prospettava per il complesso di fortificazioni (erano in corso avvenimenti che in seguito portarono alla guerra del 1494).
Si mantiene in un buono stato di conservazione ed è dotata di due torri cave chiamate Onore (entrando nella porta, quella a sinistra, dove si trova la Sede-Museo dell'Associazione Nazionale Arditi d'Italia) e Virtù (entrando sulla destra), sebbene non sia più visibile la scultura posta sull'arcata che raffigurava l'incoronazione di Ferrante, in quanto asportata nella successiva epoca di dominazione spagnola.
Vi è, nel centro della porta, lo stemma di Carlo V, incisione risalente al 1535 in occasione della sua venuta in città. Questa è stata realizzata sopra un bassorilievo rappresentante l'incoronazione di Ferdinando, che fu cancellato con l'avvento della monarchia spagnola.
Altre torri sono presenti nelle strade adiacenti, resti dell'antica cinta che dalla porta conduceva verso nord, e quindi a Porta San Gennaro, nei pressi dell'odierna piazza Cavour, ma tali costruzioni versano oggi in uno stato di abbandono. Quasi a ridosso di questa porta, invece, si trova la chiesa di Santa Caterina a Formiello, bell'esempio di monumento rinascimentale napoletano.
L'antica strada di accesso a Porta Capuana era il Borgo Sant'Antonio Abate.